# 6 et 10 jours Self-Transcendence
La course à pied de 6 et 10 jours Self-Transcendence comporte deux courses simultanées au Corona Park, dans le Queens à New York. Le parcours est d'un mile (1,6 km) de long,. Elles sont tenues chaque année en avril et organisées par le Sri Chinmoy Marathon Team (SCMT – l'équipe de marathon de Sri Chinmoy).

## Histoire et records
Statistiques des 6 et 10 jours Self-Transcendence d'après la Deutsche Ultramarathon-Vereinigung (DUV), :
Au printemps 1985, le SCMT organise une course de 1 000 miles et, plus tard dans l'année, tient la première course de 5 jours Sri Chinmoy au parc de Flushing Meadow dans le Queens. Cette course qui a duré trois années consécutives, a conduit à la course de 7 jours, le précurseur de l'événement de 10 jours d'aujourd'hui. La première course de 5 jours a présenté 15 concurrents, tout comme la première course de 7 jours. En 1995, l'événement de 7 jours grandit à 34 concurrents au départ.
Lors de la course inaugurale des 7 jours en 1988, Marty Sprengelmeyer de Davenport, en Iowa, chez les hommes, bat la gagnante Suprabha Beckjord (en) de Washington, de seulement 6 miles (10 km) ; 527 miles à 521 miles (838 km).
En 1990, la légende de l'ultra Al Howie établit un nouveau record de 530 miles. L'année suivante, Charlie Eidel de Gardiner, NY, parcourt 550 miles pour un nouveau record, tandis que Suprabha Beckjord parcourt 523 pour un nouveau record féminin. Suprabha remporte cinq fois la course de 7 jours pour les dames.
En 1994, Antana Locs du Canada gagne la course de 7 jours avec 518 miles. Georgs Jermolajevs vient de Lettonie pour gagner le 7 jours en 1995, avec un nouveau record à la clé en courant 578 miles (930 km), tandis que l'anglaise Pippa Davis revendique le record chez les femmes en parcourant 525 miles (845 km).
Dans la course inaugurale de 10 jours de 1996, Georgs Jermolajevs obtient à nouveau la victoire avec 725 miles, mais est poursuivi par Dipali Cunningham (en), d'Australie, qui accumule 723 milles pour les dames. En 1997, le vétéran Donald Winkley de Corpus Christi dans le Texas, domine avec 530 miles.
En 1998, le Sri Chinmoy Marathon Team ajoute la course de 6 jours à son calendrier cette année-là. Dipali Cunningham brise le record de Sandra Barwick avec 504 miles. En 2000, Ted Corbitt, à 81 ans, crée un nouveau groupe d'âge mondial (80-84) avec 240 miles, et en 2009, les dernières courses de l'île de Wards apportent une autre excellente performance à Dipali Cunningham, en remportant le 6 jours et en établissant un nouveau record du monde avec 513 miles (825 km).
En mai 2021, la course de 6 jours a lieu pour la première fois à Sofia en Bulgarie, en raison de la pandémie de Covid-19. 

## Meilleures performances et records du monde
(Records du monde sur route sur fond de couleur)
| course   | homme               | âge | résultat     | année | femme              | âge | résultat     | année |
| -------- | ------------------- | --- | ------------ | ----- | ------------------ | --- | ------------ | ----- |
| 6 jours  | David Luljak        | 42  | 870,655 km   | 1998  | Dipali Cunningham  | 50  | 825,59 km    | 2009  |
| 10 jours | Rimantas Jakelaitis | 46  | 1 450,019 km | 2001  | Kaneenika Janakova | 44  | 1 169,993 km | 2014  |